# آتاکوس فیلیپینی
آتاکوس فیلیپینی(نام علمی: Attacus caesar) نام یک گونه از سرده شاپرکان چشم‌گربه‌ای آتاکوس است.